# Григорьево (Монастырщинский район)
Григорьево — деревня в Монастырщинском районе Смоленской области России. Входит в состав Соболевского сельского поселения. Население — 4 жителя (2007 год). 
Расположена в западной части области в 11 км к северу от Монастырщины, в 29 км западнее автодороги А141 Орёл — Витебск, на берегу реки Вихра. В 34 км восточнее деревни расположена железнодорожная станция Грудинино на линии Смоленск — Рославль. 

## История
В годы Великой Отечественной войны деревня была оккупирована гитлеровскими войсками в июле 1941 года, освобождена в сентябре 1943 года.